# Protuzračna obrana
Protuzračna obrana služi za obaranje neprijateljskih vojnih zrakoplova sa zemlje tijekom borbe. Nositelj je i organizator integriranog sustava protuzračne obrane. 

## Povijesni razvoj
Već tijekom Prvog svjetskog rata zrakoplovi su gađani puškama i topovima. Razvojem zrakoplovstva razvijalo se je protuzrakoplovno naoružanje i u snazi i u preciznosti. Već krajem drugog svjetskog rata topništvu su se pridružile navođene rakete zemlja-zrak.

## Topništvo
Do kalibra ispod 20 mm smatraju se mitraljezi, a od kalibra 20 mm i većega ubrajaju se u topove. Protuzrakoplovno topništvo mora imati brzu rafalnu paljbu (zbog brzine kretanja zrakoplova) i veliki kalibar zrna (kako bi mogla što bolje oštetiti neprijateljsku letjelicu). Ta podjela na mitraljeze i topove prema kalibru je uobičajena u svim vojskama. Zbog što gušće paljbe imamo protuzrakoplovne topove s jednom, dvije, tri pa čak i s četiri cijevi koje automatski istovremeno pucaju. Najnoviji protuzrakoplovni topovi koriste računalnu tehniku koja automatski (bez čovjeka) otkriva, prati i puca na neprijateljski zrakoplov. Radi lakšeg ciljanja koriste dimno (po danu) i svjetleće (po noći) streljivo. Između običnih metaka postavlja se iza svakoga petoga po jedan metak sa svjetlećim/dimnim zrnom.

## Protuzračni raketni sustavi
- S-300
- 2k12 KUB-SA6 GAINFUL - zarobljen u Oluji, izložen na Zemuniku
- S-75 DVINA- zarobljena, izložena na Zemuniku
- Roland (rakete)
- S-125 Neva/Pečora
- MIM-104 Patriot

## Protuzračni samohodni topnički sustavi
- ZSU-23-4
- ZSU-57-2